# 作木大和道路
作木大和道路（さくぎだいわどうろ）は、広島県三次市から島根県邑智郡美郷町に至る、全長約6kmの国道375号バイパスである。
2006年5月30日に全線が開通した。

## 概要
- 起点：広島県三次市作木町大津
- 終点：島根県邑智郡美郷町上野
- 全長：6.1km
- 規格：第3種第2級
- 道路幅員
  - 一般部：11.0m、9.0m
  - トンネル部：19.85m
  - 長大橋梁部：10.5m
- 車線数：2車線
- 車線幅員：3.25m
- 設計速度：60km/h

## 沿革
- 1994年度：事業化
- 1998年度：着工
- 2004年：両国トンネル（3,233m）貫通
- 2006年5月30日：開通